# Sommersdorf
Sommersdorf là một đô thị ở huyện Börde thuộc bang Sachsen-Anhalt, nước Đức. Đô thị Sommersdorf có diện tích 19,33 km², dân số thời điểm ngày 31 tháng 12 năm 2006 là 1084 người.